# Lagaroceras

## Lagaroceras
Lagaroceras là một chi ruồi trong họ Chloropidae.